# Адолф Фридрих II (Мекленбург)
Адолф Фридрих II фон Мекленбург-Щрелиц (на немски: Adolf Friedrich II von Mecklenburg-Strelitz; * 19 октомври 1658, Грабов; † 12 май 1708) е от 1701 г. управляващ херцог на Мекленбург-Щрелиц.

## Произход
Той е най-малкият син на херцог Адолф Фридрих I фон Мекленбург (1588 – 1658) и втората му съпруга херцогиня Мария Катарина фон Брауншвайг-Даненберг (1616 – 1665), дъщеря на херцог Юлиус Ернст фон Брауншвайг-Даненберг (1616 – 1665).

## Фамилия
Първи брак: на 23 септември 1684 г. в Гюстров с принцеса Мария фон Мекленбург-Гюстров (* 19 юли 1659 в Гюстров; † 16 януари 1701 в Щрелиц), дъщеря на херцог Густав Адолф фон Мекленбург-Гюстров (1633 – 1695) и съпругата му Магдалена Сибила фон Шлезвиг-Холщайн-Готорп (1631 – 1719). Те имат децата:
- Адолф Фридрих III (1686 – 1752), херцог на Мекленбург-Щрелиц, женен на 16 април 1709 г. за херцогиня Доротея София фон Шлезвиг-Холщайн-Пльон (1692 – 1765)
- Магдалена Амалия (*/† 1689)
- Мария (*/† 1690)
- Елеанора Вилхелмина ((*/† 1691)
- Густава Каролина (1694 – 1748), омъжена на 13 ноември 1714 г. за херцог Христиан Лудвиг II фон Мекленбург (1683 – 1756)

Втори брак: през 1702 г. в Щрелиц с принцеса Йохана фон Саксония-Гота-Алтенбург (* 1 октомври 1680, Гота; † 9 юли 1704, Щрелиц), дъщеря на херцог Фридрих I фон Саксония-Гота-Алтенбург (1646 – 1691) и първата му съпруга принцеса Магдалена Сибила фон Саксония-Вайсенфелс (1648 – 1681). Те нямат деца.
Трети брак: на 10 юни 1705 г. в Щрелиц с принцеса Кристиана Емилия фон Шварцбург-Зондерсхаузен (* 13 март 1681; † 1 ноември 1715, Миров), дъщеря на княз Христиан Вилхелм фон Шварцбург-Зондерсхаузен (1647 – 1721) и първата му съпруга графиня Антония Сибила фон Барби-Мюлинген (1641 – 1684). Те имат две деца:
- София Kристиана Луиза (1706 – 1708)
- Карл Лудвиг Фридрих (1708 – 1752), принц на Мекленбург-Щрелиц, „принц фон Миров“, женен на 15 февруари 1735 г. за принцеса Елизабета Албертина фон Саксония-Хилдбургхаузен (1713 – 1761)